# Bundesstraße 266
Die Bundesstraße 266 (Abkürzung: B 266) führt von der B 399 in Simmerath-Lammersdorf unweit der belgischen Grenze durch die Eifel und über Euskirchen und Rheinbach ins untere Ahrtal bei Bad Neuenahr-Ahrweiler und schließlich nach Linz am Rhein.
Zwischen Rheinbach und Bad Neuenahr-Ahrweiler wurde die B 266 durch die Bundesautobahnen A 61 und A 573 ersetzt. Der Streckenabschnitt zwischen dem Remagener Stadtteil Kripp und Linz am Rhein ist eine Fährverbindung über den Rhein.

## Ausbau/Planungen
Im westlichen Abschnitt ist derzeit eine Ortsumgehung für Simmerath-Kesternich geplant.
In Bad Neuenahr-Ahrweiler (Heerstraße) wurde eine Umgehung gebaut. Sie wird am Anfang der Heerstraße aus Richtung Stadtteil Heimersheim von der bereits bestehenden Umgehung weitergeführt und dann am bestehenden Dreieck in die A 573 eingebunden. Somit ergibt sich eine Verbindung von A 571 und A 573. Baubeginn war im März 2009, Fertigstellung und Verkehrsfreigabe war nach mehrfachen Verzögerungen am 12. Oktober 2018.
Weiterhin ist der Weiterbau ab dem bereits im Erdbau fertiggestellten Dreieck bei Ehlingen mit einer neuen Ahrquerung als einbahnige Verbindung zur alten Bundesstraße westlich von Bad Bodendorf im vordringlichen Bedarf des Bundesverkehrswegeplans eingestuft. Die Erweiterung dieser geplanten Ahrquerung auf vier Fahrspuren, die anschließende vierspurige Ortsumgehung Bad Bodendorf und eine neue, wieder westlich von Kripp an die Bundesstraße anschließende einbahnige, südliche Ortsumgehung von Kripp inklusive der Rheinquerung mittels Brücke sind im weiteren Bedarf (teilweise mit Planungsrecht) eingestuft.
Bei Heimersheim kam es im Rahmen des Unwetters vom 14. Juli 2021 zu großflächigen Unterspülungen der ahrnahen Richtungsfahrbahn. Die gesamte Bundesstraße war seitdem in diesem Bereich gesperrt. Am 1. September 2021 wurde die ahrferne Richtungsfahrbahn im Zweirichtungsverkehr wieder freigegeben.